# マスカラ・ドラダ
マスカラ・ドラダ（Máscara Dorada、1988年11月3日 - ）は、メキシコの覆面レスラー。ハリスコ州グアダラハラ出身。
父はヒターノ、妹はヒタナ。

## 来歴

### CMLL
2005年7月14日、「プラタ2号（Plata II）」のリングネームでプロレスデビュー。
2007年、「メタリック（Metalik）」に改名し、CMLLに拠点を移す。
2008年4月13日、オクシデンテウェルター級王座を保持するプレデターと対戦。この試合に勝利を収め、自身初となるタイトルを獲得した。7月18日に開催されたトルネオ・グラン・アルタナティバにドス・カラス・ジュニアとのタッグで初出場を果たす。決勝戦まで進出するも、ウルティモ・ゲレーロ&ドラゴン・ロホ・ジュニア組に敗北を喫し、準優勝に終わった。11月、現在のリングネーム「マスカラ・ドラダ（Máscara Dorada）」に改名。7日に開催されたSuper Viernesにて、ラ・ソンブラ、ラ・マスカラと組んで、ロス・イホス・デル・アベルノ（アベルノ&メフィスト&エフェスト組）と対戦し、ドラダとしてのデビュー戦を勝利で飾った。
2009年4月7日、CMLL世界スーパーライト級王座を保持するロッキー・ロメロと対戦。勝利を収め、同王座を獲得した。
2010年5月8日、新日本プロレスが主催するSUPER J TAG TOURNAMENTにバリエンテと組んで出場。一回戦でApollo 55（田口隆祐&プリンス・デヴィット組）と対戦するも、試合は自身が田口にピンフォール負けを喫し、予選落ちとなった。9月7日、ネグロ・カサスが保持するCMLL世界ウェルター級王座に挑戦。これに勝利し、第25代王者に輝いた。
2011年1月4日、レッスルキングダムVにソンブラと組んで出場。獣神サンダー・ライガー&エクトール・ガルサ組と対戦し、勝利。同月22日、CMLLと新日本の合同興行、CMLL FANTASTICA MANIAに参戦。自身が保持するCMLL世界ウェルター級王座の防衛戦として田口と対戦したが、敗北を喫して王座から陥落した。同年5月、新日本が主催するBEST OF THE SUPER Jr.に初出場。予選落ちとなってしまうが、公式戦で田口と再戦し、勝利を収めたことから、6月18日、DOMINION6.18にて、田口が保持するウェルター級王座に挑戦。ピンフォール勝ちを収め、同王座に返り咲いた。
その後、2012年、2013年、2014年と1月に開催されるCMLL FANTASTICA MANIAには連続出場を果たし、新日本の準レギュラー的な存在に成り上がる。

### 新日本プロレス
2015年1月19日に開催されたCMLL FANTASTICA MANIA 2015にて、1年間の期間限定で新日本プロレスの所属選手として契約を交わされたことが発表された。その壮行試合として、同大会のメインイベントでラ・ソンブラと対戦。20分に及ぶ激闘の末、ピンフォールを負けを喫したが、試合後のマイクパフォーマンスでソンブラとの再戦を誓い、新日本プロレスでの活躍を決意した。4月5日、Invasion Attack 2015にてIWGPジュニアヘビー級王座を保持するケニー・オメガに挑戦。スピード感あふれる攻防を展開。終盤に肩車の要領で担がれるがウラカン・ラナで切り返すも即座に体勢を入れ替えたケニーによりショートレンジニーを喰らうと片翼の天使を決められ敗戦。5月、BEST OF THE SUPER Jr.XXIIにBブロックでエントリー。5勝2敗、勝ち点10という好成績を残すも決勝に進出するに至らなかった。12月19日、Road to TOKYO DOMEにてBUSHIとCMLL世界ウェルター級王座戦を行う。事あるごとにBUSHIの仲間であり、セコンドを務めるロス・インゴベルナブレス・デ・ハポンの内藤哲也の介入に苦しめられ中盤にはセコンドの後藤洋央紀が乱入して内藤と乱闘を行いながら退場するが、終盤にEVILが現れレフェリーのマーティー浅見の注意を引くとBUSHIから毒霧を喰らいブシロールからエムエックスを決められ敗戦。王座から陥落した。
2016年1月22日、CMLL FANTASTICA MANIA 2016にて因縁のあるCMLL世界ウェルター級王座を保持するBUSHIに挑戦。BUSHIのセコンドである内藤哲也の介入により苦しめられるが自身のセコンドであるアトランティスが内藤を襲撃して退場。中盤にはEVILがパイプ椅子を所持して登場するがドロップキックで場外へ追い出すとトペ・スイシーダを決めてBUSHIと一騎討ちとなる。終盤に毒霧を狙うBUSHIにトラースキックで阻止するとジャンピングパワーボムからドラダスクリュードライバーを決めて勝利。ベルトを奪還した。同月24日、田口隆祐&アトランティスと組んでロス・インゴベルナブレス・デ・ハポン（内藤哲也&EVIL&BUSHI）と新日本プロレス所属としてのラストマッチを行う。終盤に観客からのドラダコールを背に受けてBUSHIへスワンダイブミサイルキック、ランニングシューティングスタープレスへと繋げ勝利を狙うが内藤の介入で急所を蹴られるとBUSHIからブシロールを決められ敗戦した。試合後、観客に向けてマイクアピールで感謝の旨を伝え歓声を浴びた。

### WWE
2016年7月、WWE主催のWWEクルーザー級クラシックにリングネーム「グラン・メタリック（Gran Metalik）」で出場し決勝に進出したがTJパーキンスに敗退し準優勝。
2021年9月22日、WWEからの契約解除を要求したと報じられた。 11月4日、メタリックはWWEから正式に契約解除された。

### 新日本プロレス
2022年3月6日、NJPW Strongに登場。

## 得意技
ドラダ・スクリュー・ドライバー
フィニッシュ・ホールド。ハリケーン・ドライバーと同型の技。旋回式で繰り出す場合も多い。
ダイビング・エルボー・ドロップ
WWEでのフィニッシャー。
トルニージョ
助走を付けてトップロープを掴み、場外にいる相手に向かって錐揉み回転を加えながら体を浴びせていく。
新日本プロレス公式サイト内では、リングで仰向けに倒れている相手に対して、コーナートップから前方に270°回転し、錐揉み回転を加えながらセントーンの形で体を浴びせていく技を「トルニージョ」と表記されている。
ブリージョ・ドラダ
ロープに跳んで助走を付け、セカンドロープに駆け上がり、前方回転しながら場外にいる相手に向かって放っていく変型のトペ・コン・ヒーロ。
トペ・レベルサ
セカンドロープに飛び乗りながら、背面にいる相手に向かって背面から浴びせていくボディアタック。主に相手にロープへ振られた際に放っていくカウンタームーブとして使用している。
変型飛びつき前方回転エビ固め
相手の腕を捕らえながら、トップロープに飛び乗り、その反動を利用しながらカサドーラの要領で丸め込んでいくフォール技。

## タイトル歴
CMLL

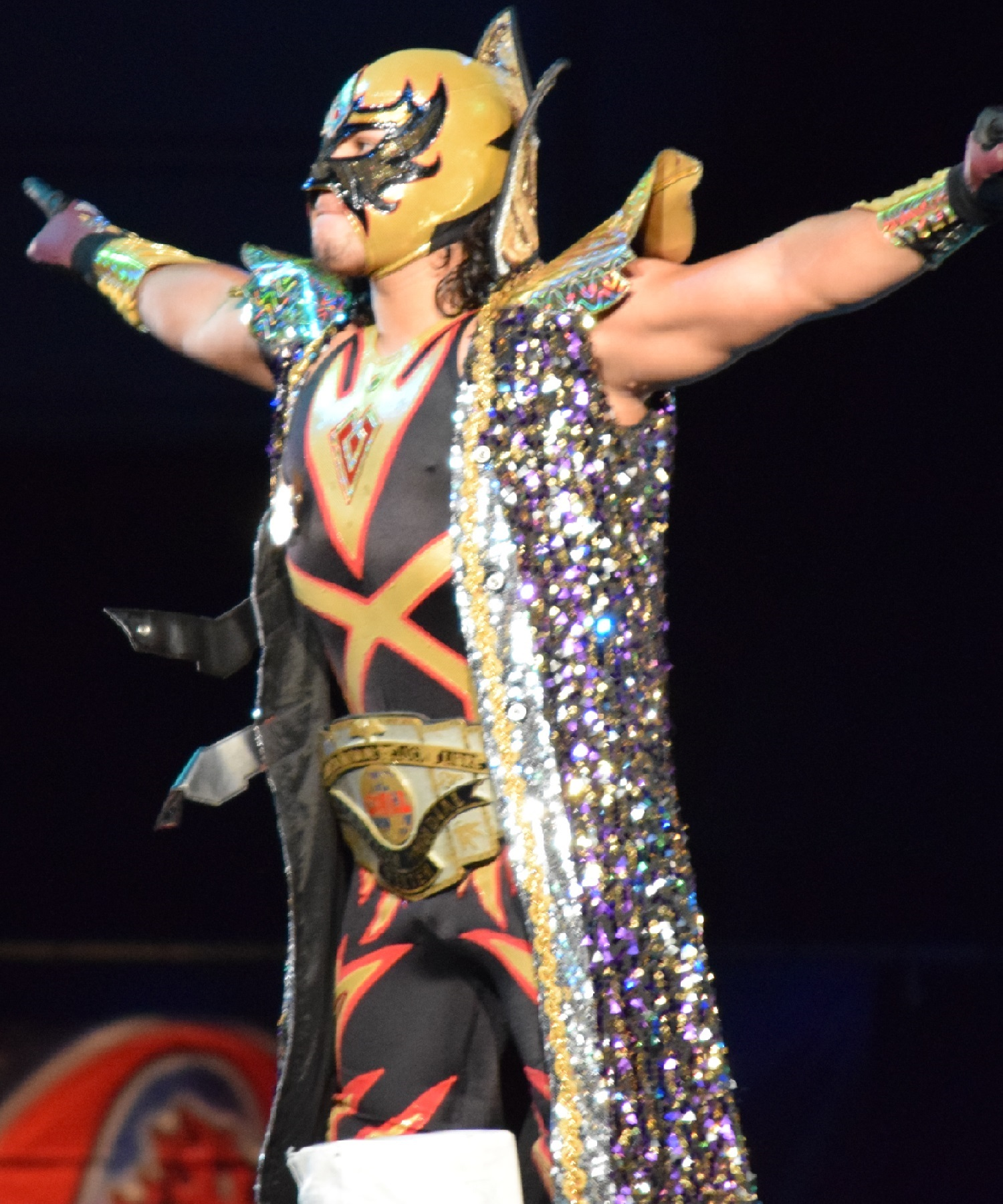
CMLL世界ウェルター級王座を腰に巻くドラダ

- CMLL世界スーパーライト級王座（第6代）
- CMLL世界トリオ王座：2回（第22代, w / ラ・ソンブラ&ラ・マスカラ、第25代, w / ミスティコ&バリエンテ）
- CMLL世界ウェルター級王座：4回（第25代、27代、30代、32代）
- メキシコナショナルトリオ王座（第29代, w / メトロ &ストゥーカ・ジュニア）
- NWA世界ヒストリックウェルター級王座（第4代）
- オクシデンテウェルター級王座（第3代）
- トルネオ・ナショナル・デ・パレハス・インクレディブル優勝（2010年,2011年 w / アトランティス）

## 入場テーマ曲
- Le Negra / Mariachi Vegas de Tecalitilan[1]
- Metálico - 現在使用中